# Villorceau
Villorceau ist eine Gemeinde in Frankreich mit 1.076 Einwohnern (Stand: 1. Januar 2022) im Département Loiret in der Region Centre-Val de Loire. Villorceau gehört zum Arrondissement Orléans und zum Kanton Beaugency. Die Einwohner werden Villorcéens genannt.

## Lage
Villorceau liegt etwa 25 Kilometer westsüdwestlich von Orléans im Loiretal. Umgeben wird Villorceau von den Nachbargemeinden Cravant im Norden, Messas im Nordosten, Beaugency im Osten und Südosten, Tavers im Süden sowie Josnes im Westen.
Am Ostrand der Gemeinde führt die Autoroute A10 entlang.

## Bevölkerungsentwicklung
| Jahr                       | 1962 | 1968 | 1975 | 1982 | 1990 | 1999 | 2006 | 2018 |
| Einwohner                  | 311  | 346  | 380  | 754  | 839  | 907  | 1018 | 1116 |
| Quellen: Cassini und INSEE |      |      |      |      |      |      |      |      |

## Sehenswürdigkeiten
- Kirche Saint-Pierre